# Bulgarica urbanskii
Bulgarica urbanskii is een slakkensoort uit de familie van de Clausiliidae. De wetenschappelijke naam van de soort is voor het eerst geldig gepubliceerd in 1973 door H. Nordsieck.